# 劉彩英
劉彩英（韓語：유채영，1973年9月22日—2014年7月24日），本名金秀珍（김수진），韓國女歌手、演員，演出過電視劇《嫁給百萬富翁》及電影《色即是空》、《色即是空2》等作品，2014年7月24日因胃癌去世，享年40岁。

## 生平
劉彩英毕业於京畿道安养市电影艺术高中（现在的安养艺术高中）舞蹈學科。
1989年以“푼수들”组合领唱出道，1994年成为“酷”（cool）的一员，1995年退出。1996年转为以独唱歌手，2002年作为电影《色即是空》演员出道。2008年9月28日下午1点在首尔广壮洞喜来登华克山庄影院洞与比自己小两岁的企业家金周奐（김주환）结婚。
2013年10月末诊断出胃癌晚期，在手术过程中癌细胞转移到其他脏器，2014年7月24日上午8时在丈夫和婆婆、母亲以及亲密演员友人的陪伴下，首尔延世大学新村severance医院中去世，享年41岁。没有子女。
劉彩英的经纪公司150娱乐于24日下午表示：“3日后将于26日星期六上午7时40分以基督教的方式出殡。在仁川火葬场火葬后，骨灰安放在位于京畿道坡州市某墓地。”

## 音樂作品

### 专辑
- 《Poonsoo II》（1990. 08）
- 《The K;ul》（1994. 06）
- 《The Us Rage To See The Day We Rule!》（1995. 12. 27）
- 《쾌속》(快速) （1996. 08）
- 《이모션》(Emotion) （1999. 10）
- 《어 시크릿 다이어리》(A Secret Diary)（2001.09.21）
- 《Another Decade》 (Digital Single) (2009.04.03)

## 演出作品

### 电影
- 2002年：《口哨公主》
- 2002年：《色即是空》
- 2007年：《色即是空2》
- 2006年：《誰上我的床（朝鲜语：누가 그녀와 잤을까?）》飾演 曹智娜

### 電視剧
- 2004年：MBC《皇太子的初恋》
- 2005年：SBS《嫁給百萬富翁》飾 李秀智
- 2008年：tvN《我的警官》
- 2010年：KBS《推奴》
- 2010年：SBS《Coffee House》
- 2011年：MBC《一閃一閃亮晶晶》
- 2012年：SBS《时尚王》飾 奉淑
- 2013年：KBS《天命：朝鮮版逃亡者故事》飾 金玉
- 2005年：tvN《过山车3-我是M》

## 综艺節目
- 《快乐星期天 - 2008 스쿨림픽》
- 《强心脏》SBS
- 《无限女孩》济州岛比赛第1部 MBC every 1 嘉宾 (2008.10.10)
- 《无限女孩》济州岛比赛第2部 MBC every 1 嘉宾 (2008.10.17)
- 《美女们的2天1夜》
- 《黄金渔场》MBC 무릎 팍 도사 - 刘彩英篇

## 时事教养
- 《원더우먼》(MBC)